# Operación Ashura
La Operación Ashura fue una operación militar de dos días de duración ―entre el 24 y el 26 de octubre de 2014―, llevada a cabo por las fuerzas armadas de Irak y milicias chiíes respaldadas por Irán, cuyo propósito era recapturar la ciudad de Jurf al-Sakhar, que se encontraban en manos del grupo terrorista Estado Islámico.
Sin embargo, el mayor objetivo de la operación era impedir que los terroristas alcanzaran las ciudades sagradas de Karbala y Najaf, en donde Estado Islámico planeaba realizar atentados contra los millones de visitantes chiíes que conmemoraban el día de Ashura.

## Trasfondo
Jurf al-Sakhar es una ciudad estratégica situada a unos 50 km al sur de Bagdad, y es parte de un «cinturón suní» que se extiende por esa zona. A mediados de 2014, la ciudad cayó bajo poder de Estado Islámico.
La ciudad yace en medio de un camino recorrido por millones de chiíes que peregrinan a Karbala en el día de Ashura, para conmemorar la muerte del nieto de Mahoma, Imam Hussein — una de las figuras más adoradas del chiismo. Se esperaba que los terroristas takfiríes de Estado Islámico, quienes consideran a los chiíes como apóstatas, realizaran ataques durante las observaciones.
Funcionarios de seguridad iraquíes afirmaron que Jurf al Sakhar «representa un gran peligro para Karbala», y que «despejar el área es una prioridad clave antes de Ashura». Asimismo, la detonación de cinco coches bomba en Karbala puso de manifiesto la urgencia de la operación.

## Operación
El 24 de octubre, se dio inicio a la operación en la zona por las fuerzas del gobierno iraquí, y las milicias y voluntarios chiíes respaldados por Irán. Tras dos días de combate, la ciudad fue liberada.
El comandante de la Brigada Badr, Hadi al-Amiri, aseguró haber llevado a la operación en conjunto con el nuevo Ministro del Interior del país, que es miembro de su partido. Imágenes no verificadas que circularon por la Internet mostraron a al-Amiri con Qasem Soleimani, el comandante de la Fuerza Quds de Irán, durante la operación.
Un funcionario de seguridad iraquí y un miliciano también afirmaron que Soleimani estaba presente en el campo de batalla.
Hubo rumores sobre la presencia de las fuerzas iraníes en la operación. Según un comandante de la milicia chií Hezbolá Kataib, no había fuerzas iraníes, «pero sí había una presencia de algunos individuos, todo fue coordinado oficialmente». Un comandante dijo que Suleimani había planeado la operación «hacía tres meses».
La operación se vio favorecida por los bombardeos de la coalición encabezada por Estados Unidos.
Según funcionarios de seguridad iraquíes, 498 terroristas de Estado Islámico fueron muertos durante la operación. Entre estos, había 35 saudíes, 30 chechenos y 24 sirios; 60 eran francotiradores o pistoleros y otros 29 eran suicidas.
El 29 de octubre, el gobierno de Babil decidió bloquear la totalidad de Jurf al Sakhar a las personas desplazadas de la zona durante ocho meses, para poder eliminar los numerosos artefactos explosivos improvisados y despejar las casas de las bombas que colocadas por Estado Islámico. Unos 100 artefactos explosivos dejados por los terroristas durante la retirada fueron desactivados o detonados por las fuerzas iraquíes.
El Concejo Provincial de Babilonia anunció que Jurf al-Sakhar (جرف الصخر, ‘banco rocoso’) pasaría a llamarse Jurf al-Nasr (جرف النصر, ‘banco de la victoria’).

## Reacciones
- Irak: El primer ministro, Haider Al Abadi, alabó a las «heroicas fuerzas» iraquíes por dar un «golpe mortal» al Estado Islámico.[7]
- Irán: El viceministro de Relaciones Exteriores para Asuntos Afroárabes, Hossein Amirabdollahian, felicitó al «gobierno y a la nación iraquí por la liberación de la región de Jurf al-Sakhar».[8]